# Rinčetova Graba
Rinčetova Graba je naselje v Občini Ljutomer.